# Pinguilí Santo Domingo
Pinguilí Santo Domingo es una Parroquia rural del Cantón Mocha. Se encuentra al norte del Cantón Mocha, a unos 4 km. aproximadamente. Su poblado se encuentra asentado a una altitud de 2900 m s. n. m.

## Historia
Algunas versiones cuentan que a inicios del año 1900 vivía en esta parte geográfica una familia muy numerosa de apellido Pincay, originarios de la Provincia de Manabí, estableciéndose en este lugar que posteriormente fue elevado a caserío con el nombre de Pinguili por esta familia. Al comenzar los trámites de cantonización de Mocha los Srs. Guido Vayas, Ezequiel Coba, Luis Guevara, Lic. Vicenso Vayas y Luis Suárez gestionan que la misma sea elevada a parroquia civil, lo que consiguen bajo el registro oficial número 796 el 22 de octubre de 1987.

## Límites
- Al norte con la cabecera cantonal de San Juan de Mocha
- Al sur y este Cantón Quero
- Al oeste con la cabecera cantonal de San Juan de Mocha

## Economía

### Agricultura
La principal fuente económica de la Parroquia se encuentra en la agricultura dedicándose la mayoría de los habitantes a esta actividad en cultivos principales como la papa, maíz, arveja, por la bondad de su tierra se produce también frutas como: Manzana, Pera, Durazno, Claudia, Mora, Capulí, Taxo y Tomate de árbol. Además un pequeño número de habitantes se dedican a la producción del calzado y albañilería.

## Cultura

### Fiestas oficiales
El calendario de fiestas oficiales se fija cada año, dependiendo de la distribución semanal.
| Fecha              | Nombre             | Notas               |
| ------------------ | ------------------ | ------------------- |
| 1 de enero         | Año Nuevo          |                     |
| 11 y 12 de febrero | Carnaval           | días festivos       |
| 5 de abril         | San Vicente Ferrer | (Fiestas de pueblo) |

### Deportes
Pinguilí cuenta con tres equipos de fútbol, el Club 5 de Abril, el Club Deportivo Progreso y el Deportivo Pinguilí Football Club, siendo el primero uno de los equipos más populares, el segundo y tercero viene teniendo un gran auge en estos años. Todos los equipos participan en Liga Deportiva Cantonal Mocha (LDCM)

#### Equipos por categorías
| Club                    | N.º | Categoría                                                                                      |
| ----------------------- | --- | ---------------------------------------------------------------------------------------------- |
| 5 de abril              | 2   | 5 de abril "A" en Segunda Categoría 5 de abril "B" en Segunda Categoría                        |
| Progreso                | 1   | Progreso en Segunda Categoría                                                                  |
| Deportivo Pinguili F.C. | 2   | Deportivo Pinguili F.C. en Segunda Categoría Depor. Pinguili F.C. Reserva en Tercera Categoría |

También cuenta con una Academia de Fútbol.